# Oscinella
Oscinella är ett släkte av tvåvingar som beskrevs av Becker 1910. Oscinella ingår i familjen fritflugor.

## Bildgalleri

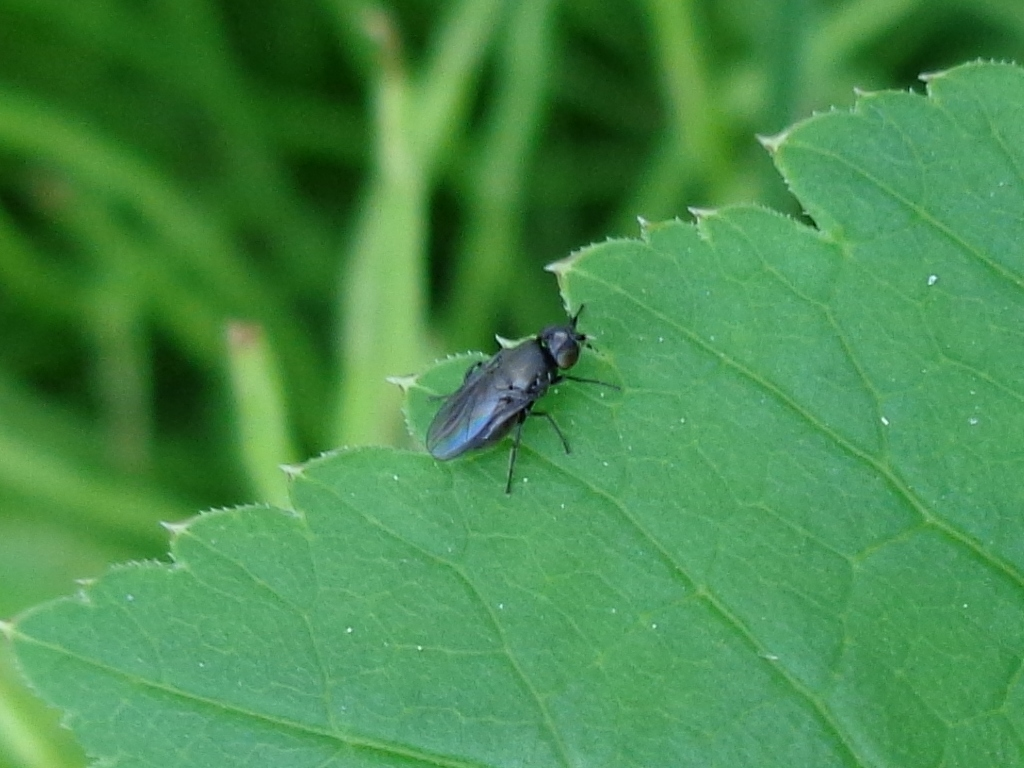
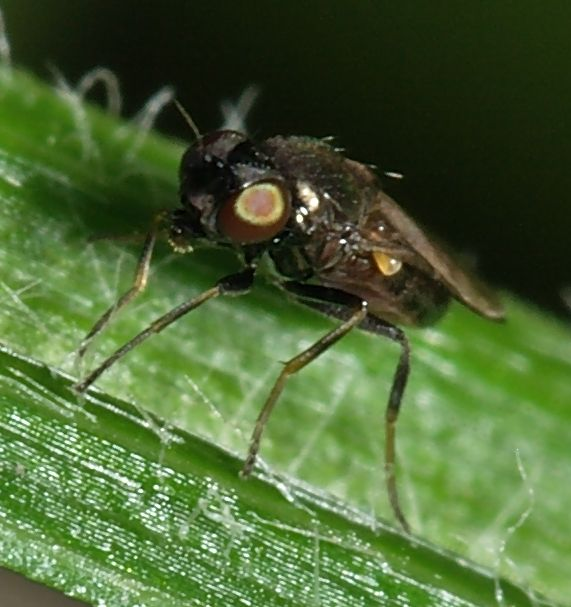
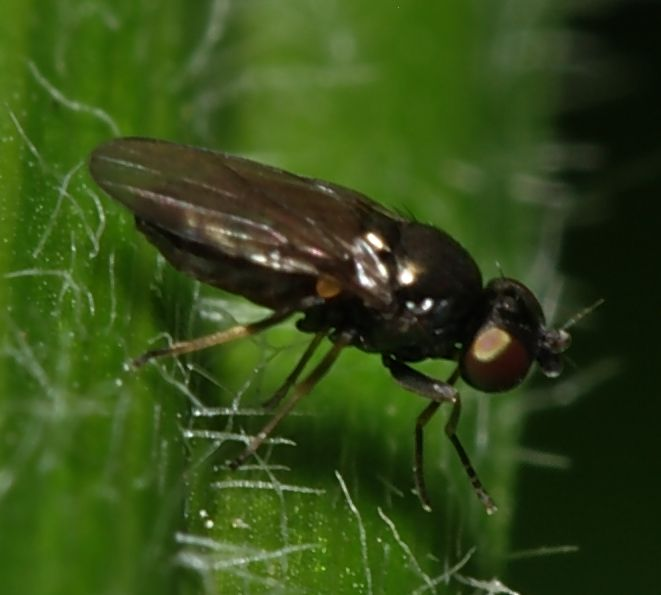

## Dottertaxa tillOscinella, i alfabetisk ordning[1][2]
- Oscinella acuticornis
- Oscinella agropyri
- Oscinella aharoni
- Oscinella aharonii
- Oscinella alopecuri
- Oscinella angularis
- Oscinella angustipennis
- Oscinella argyrobasis
- Oscinella blanda
- Oscinella bracata
- Oscinella brincki
- Oscinella brunnipennis
- Oscinella cariciphila
- Oscinella chorii
- Oscinella colorata
- Oscinella complicata
- Oscinella concinna
- Oscinella conjugata
- Oscinella costalis
- Oscinella dampfi
- Oscinella dimidiofrit
- Oscinella exiqua
- Oscinella fallax
- Oscinella festucae
- Oscinella flavitibia
- Oscinella frit
- Oscinella fusidentata
- Oscinella grandissima
- Oscinella halterata
- Oscinella harrari
- Oscinella hortensis
- Oscinella impar
- Oscinella imperfecta
- Oscinella kroeberi
- Oscinella laurelae
- Oscinella lindneri
- Oscinella lucidifrons
- Oscinella manni
- Oscinella mattea
- Oscinella maura
- Oscinella mesopleuralis
- Oscinella mesotibialis
- Oscinella minuta
- Oscinella moirangae
- Oscinella nartshukiana
- Oscinella nigerrima
- Oscinella nigertrima
- Oscinella nitidigenis
- Oscinella nitidissima
- Oscinella nutans
- Oscinella obscura
- Oscinella peregrina
- Oscinella pernigra
- Oscinella phlei
- Oscinella plesia
- Oscinella polita
- Oscinella pseudofrit
- Oscinella pura
- Oscinella pusilla
- Oscinella rubidipes
- Oscinella rutila
- Oscinella ruwenzorica
- Oscinella similifrons
- Oscinella smirnovi
- Oscinella spelndida
- Oscinella stackelbergi
- Oscinella trapezina
- Oscinella trigonella
- Oscinella trochanterata
- Oscinella truncata
- Oscinella ujhelyi
- Oscinella varicornis
- Oscinella vastator
- Oscinella ventralis
- Oscinella ventricosi
- Oscinella vulgarimonens